# Konkordia Samoïlova
Pour les articles homonymes, voir Samoïlova.
Konkordia Nikolaïeva Samoïlova, de son nom de naissance Gromova (russe :  Конко́рдия Никола́евна Само́йлова, née Громова), née en 1876, à Irkoutsk, et morte le 2 juin 1921 à Astrakhan, est une révolutionnaire russe, femme politique, membre du mouvement communiste, militante éminente du mouvement prolétarien des femmes en Russie et en RSFSR. Elle est fondatrice de la revue Rabotnitsa (Работница qui signifie littéralement « La travailleuse » en français) et une des organisatrices des premières journées internationales des femmes en Russie.

## Biographie
Konkordia Gromova est en 1876, à Irkoutsk. Son père, Nikolaï Gromov, est prêtre. En 1894, elle termine le lycée, et en 1896, elle se rend sans l'autorisation de ses parents à Saint-Pétersbourg, où elle suit les cours Bestoujev, premiers cours d'enseignement supérieur ouverts aux jeunes filles dans l'Empire russe. Elle participe à partir de 1897 au mouvement étudiant. Elle est arrêtée en 1901, et libérée au bout de trois mois. Elle est exclue, à la suite de son arrestation, des cours pour « incivisme politique » et expulsée de Saint-Pétersbourg.
En 1902, Konkordia Gromova part à Paris et s'inscrit à la Haute école russe des sciences sociales (ru), où elle rencontre Lénine, qui intervient comme formateur, et elle rejoint l'Iskra,. En 1903 elle retourne en Russie, où, dans le but de déjouer les soupçons, elle s'arrête à Tver dans la maison de sa sœur ainée, femme de l'intendant d'une école ecclésiastique ; elle rentre alors au comité de Tver du POSDR,. Elle est, à la suite de provocations, contrainte de déménager à Ekaterinoslav. Elle est à nouveau arrêtée et passe 14 mois incarcérée à la prison de Tver, mais est ensuite libérée par manque de preuve. De 1905 à 1907, elle change constamment de lieu de vie, et fait partie des comités du POSDR d'Odessa, de Rostov, des environs de Moscou et de Louhansk. Elle est déléguée au Ve congrès du POSDR (ru) à Londres, et ensuite travaille à Bakou. En 1909 et en 1910, elle est membre du comité de Saint-Pétersbourg du POSDR ; elle est alors à nouveau arrêtée et enfermée au château de Lituanie, où elle reste presque une année.
En 1907, Konkordia Gromova a rencontré à Louhansk l'activiste révolutionnaire Arkardi Aleksandrovitch Samoïlov (1877—1919), et ils tombent amoureux. À sa libération en 1910, elle l'épouse et prend son nom. Ils auront deux enfants. En 1919, Arkadi Samoïlov meurt en mission à Astrakhan, de la typhoïde selon des sources. Konkordia Samoïlova est durement touchée et ne se remettra pas complètement de sa disparition,.
En 1912, elle devient secrétaire de rédaction du journal La Pravda. Pour la préparation de la journée internationale des femmes de 1913, elle crée une rubrique La journée des femmes et la travailleuse, dans laquelle sont publiées des lettres de femmes célèbres.
Elle joue un rôle clé dans la préparation en 1914 du 1er numéro de la revue Rabotnitsa ((ru) Работница),. L'autorisation de publication donnée par les autorités de ville se révèle être une provocation, et tout le collège de rédaction est arrêté, à l'exception de Konkordia Samoïlova ; le journal est au moins publié le 23 février 1914 (8 mars dans le calendrier grégorien). Samoïlova n'a pas la possibilité de participer à la rédaction des numéros suivants. Le 26 juin 1914, l'édition est interrompue par des poursuites policières ; en tout 7 numéros auront été imprimés. Rabotnitsa aura été le premier média de masse des bolcheviks.
Après la révolution de Février, elle est affectée au travail d'organisation et de propagande à Petrograd. En mai, avec Nadejda Kroupskaïa, Alexandra Kollontaï et Klavdia Nikolaïeva, elle reprend en charge la publication de Rabotnitsa .
En novembre 1917, elle dirige une première conférence des travailleuses à Saint-Pétersbourg, et en 1918, elle est une des organisatrices de la première conférence pan-russe des travailleuses à Moscou. Elle est également instructrice itinérante du Jenotdel, travaille à La Pravda et à la revue La Communiste ((ru) Коммунистка), et participe au secrétariat de l'Internationale communiste des femmes. En 1919 elle est membre du comité du PCR(b) du gouvernement et de la ville de Samara, elle dirige ensuite le département pour le travail parmi les femmes du Parti communiste d'Ukraine à Kharkov. La même année, elle est déléguée au VIIIe congrès du PCR(b) (ru). En 1920 et 1921, elle dirige le département politique du vapeur d'agitprop (Agitpakhorod (ru)) l’Étoile rouge sur la Volga,.
Elle meurt de choléra le 2 juin 1921. Elle est enterrée à Astrakhan, près de la tombe de son mari, tombe qu'elle avait essayé de retrouver à l'occasion de cette mission,.
Elle est accusée d'avoir été impliquée, pendant la guerre civile, dans plusieurs centaines de condamnations à mort et dans l'organisation d'expéditions répressives, à Tver et à Ekaterinoslav. Son engagement pour les femmes ne fait pas débat, et est toujours reconnu. Sa relation avec son mari est décrite ainsi par un proche, :

« Je me souviens d'un appartement petit et misérable, de deux pièces. Je me souviens du visage vif, rouge et vivant de « Natacha », et de la grosse tête noire et bouclée d' «Anton », de tous les deux, animés, heureux, joyeux. « Natacha » prenait soin d' « Anton », qui nous semblait tout le temps être un grand enfant. Elle était dans ses sentiments quelqu'un d'une honnêteté et d'une générosité rares. »

## Postérité
Portent ou ont porté le nom de Samoïlova :
- des rues à Mourmansk, Smolensk et Saint-Pétersbourg ;
- une entreprise de Saint-Pétersbourg, la Gardinno-Kroujevnaïa, de 1922 à 1996[6] ;
- une maternité à Arkhangelsk[7], ainsi qu'un village dans l'oblast ;
- une marque d'une entreprise de confiserie saint-pétersbourgeoise[8] ;
- une entreprise textile du raïon de Saratov, depuis 1920.

Une plaque en son honneur a été apposée en 1957 dans la rue Samoloïva à Leningrad.

## Publication
- (ru) Что дала рабочим и крестьянам Великая Октябрьская революция [« Ce qu'a apporté la Grande révolution d'Octobre aux travailleurs et aux paysans »], Petrograd,‎ 1918 (lire en ligne)